# ولیکی ترنوک
ولیکی ترنوک (به لاتین: Veliki Trnovac}} یک منطقهٔ مسکونی در صربستان است که در Bujanovac واقع شده‌است.

## خصوصیات
ولیکی ترنوک ۹٬۸۷۴ نفر جمعیت دارد و ۳۳۵ متر بالاتر از سطح دریا واقع شده‌است.